# 1788
Cette page concerne l'année 1788  du calendrier grégorien.   Pour le téléfilm, voir 1788 (téléfilm).
L'année 1788 est une année bissextile qui commence un mardi.

## Événements
- 18 janvier : le capitaine britannique Arthur Phillip, commandant la « Première Flotte », débarque en Australie à Botany Bay avec 1400 personnes donc 759 convicts, et les marins ou soldats accompagnés de leurs familles, afin d'établir une colonie pénitentiaire[1].
  - Sur les 733 premiers partants dans des conditions épouvantables, il y a 431 condamnés pour « vols mineurs », 44 voleurs de moutons, 9 auteurs de gros larcins, et 31 qui ont commis une violence sur une personne. La moitié a moins de 25 ans. Quarante-huit d’entre eux périssent au cours de 252 jours de voyage (scorbut). En Grande-Bretagne, 25 000 « criminels » figurent sur une liste d’attente.
- 26 janvier :
  - le pénitencier est transféré dans le site plus favorable de Port Jackson, qui deviendra Sydney[1];
  - l’explorateur français François de Galaup de la Pérouse atteint Botany Bay en Australie[2], chargé d’observer les agissements des Britanniques en Nouvelle-Galles du Sud et d’étudier les possibilités de colonisation. Il reprend la mer six semaines plus tard et meurt dans un naufrage sur les récifs des Vanuatu.

- 17 février : Richard Howe découvre l'île déserte Lord Howe[3].
- 19 février, Paris : création de la Société des amis des Noirs par Brissot, pour l’abolition de l’esclavage[4].

- 6 mars : établissement britannique dans l’île Norfolk[5].

- 10 mai : tremblements de terre à Saint-Domingue[6].

- 9 juin : création par Joseph Banks de la Association for Promoting the Discovery of the Interior Parts of Africa, future Royal Geographical Society[7].
- 21 juin : entrée en vigueur de la Constitution des États-Unis d'Amérique[8].

- 11 juillet, Brésil : Furtado de Mendonça (pt) est nommé gouverneur du Minas Gerais[9] avec l’ordre de lancer la derrama (taxe exigée de la population qui représente la différence entre le quinto réel et les 100 arrobes d’or dues). La levée de cette taxe provoque la Conjuration Mineira en 1789[10].

- 22 août : les Britanniques établissent un comptoir en Sierra Leone, afin de servir d'asile aux esclaves[11].

### Asie
- 6 mars - 9 mars : grand incendie de Kyôto (Japon)[12].

- 17 juin : les armées de Madhava Râo Sindhia battent le noble moghol Ismail Beg et rétablissent la domination des Marathes sur le nord de l'Inde. Le 2 octobre, Sindhia occupe Delhi et restaure l'empereur moghol Shah Alam II sur son trône, qui avait été renversé et aveuglé par le chef afghan Ghulam Qadir[13].

- Juillet - août : Les Gurkhas du Népal envahissent le Tibet[14]. Pour des raisons économiques, les Gurkhas entrent en conflit avec les Tibétains. Gravement menacés, ces derniers ne doivent leur salut qu’à l’intervention des armées de l’empereur de Chine, Qianlong, qui oblige, quatre ans plus tard, les Gurkhas à signer la paix. Les Chinois en profitent pour resserrer leur contrôle sur le gouvernement tibétain. Le clergé tibétain et le gouvernement impérial choisissent de fermer le pays aux étrangers au début du XIXe siècle.

- 7 septembre : Nguyễn Phúc Ánh s'empare de Saïgon[15].

- Novembre : envoi d’une expédition chinoise au Tonkin pour rétablir les Lê ; elle est battue par les Tây Sơn à la bataille de Ngoc Hoi-Dông Da le 30 janvier 1789[16]. Nguyễn Huệ

- 17 décembre : prise de Thăng Long par les troupes chinoises[16].
- 22 décembre, Vietnam : Nguyễn Huệ se proclame empereur de la dynastie Tây Sơn, mettant fin de fait au règne théorique de la dynastie Lê[16].

### Europe

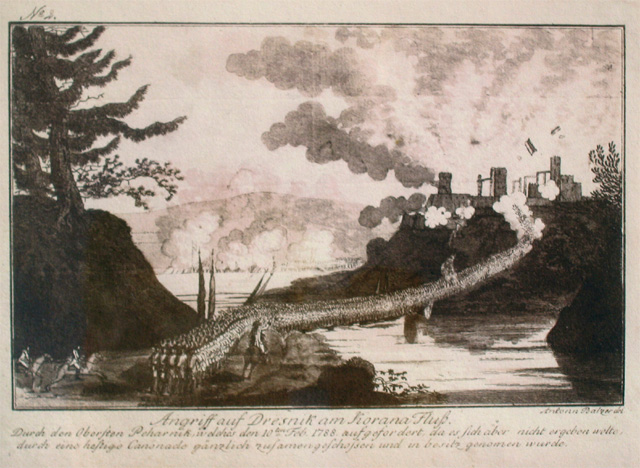
10 février, guerre en Europe : attaque du château de Drežnik Grad à la rivière Korana en Croatie

- 1er janvier, Royaume-Uni : le London Daily Universal Register devient le Times, journal quotidien dont la première page sera longtemps consacrée à des petites annonces[17].
- 17 - 18 janvier : échec d'une nouvelle tentative autrichienne de s'emparer de Belgrade par surprise[18].
- 31 janvier : Henri Benoît Stuart devient le nouveau prétendant jacobite aux trônes d’Angleterre, d’Écosse et d’Irlande à la mort de son frère Charles Édouard Stuart[19].

- 9 février : l'Autriche rejoint la Russie dans la guerre russo-turque[18].
- 13 février : début à Londres du procès de Warren Hastings, gouverneur général de l’Inde britannique entre 1773 et 1785, en Grande-Bretagne, accusé de malversations. Il en sort acquitté, mais ruiné (23 avril 1795)[20].

- 25 mars : Joseph II rejoint Lacy à Futak pour se mettre à la tête des troupes autrichiennes en Serbie[18].

- 15 avril : traité de La Haye entre la Grande-Bretagne et les Provinces-Unies[21].
- 24 avril : prise de Šabac par les Autrichiens[18].
- 25 avril : les Autrichiens de Charles de Liechtenstein sont repoussés par les Ottomans à Dubica (Dubitza) ; le gros des troupes autrichiennes prend position à Semlin, en face de Belgrade[18]. Elles sont victimes de la dysenterie[22].

- 7 juin, France : journée des Tuiles à Grenoble. Le 14 juin se tient à Grenoble une assemblée spontanée de notables[23].
- 20 juin : abolition du servage au Danemark (Réforme de Bernstorff)[24]. Les anciens tenanciers accèdent à la propriété, et participent au partage des communaux. La société féodale évolue vers une société de classe fondée sur la plus ou moins grande possession foncière.
- 28 - 29 juin : bataille de l'embouchure du Dniepr. Souvorov bat les Turcs à Kinburn et sur le Rimnik[25]. Occupation de la Moldavie par les Russes (fin en 1792) qui étendent leur protectorat sur la Moldavie et la Valachie.
- 29 juin : Ferdinand Ier cesse de présenter la haquenée au Saint-Siège, symbole de l'hommage du royaume de Sicile au pape[26].

- 1er juillet : Gustave III de Suède envoie un ultimatum à la Russie ; le 11 juillet, Catherine II déclare la guerre à la Suède[27]. Pour détourner l’opinion des affaires intérieures, Gustave III mène une guerre contre la Russie et le Danemark, au cours de laquelle la noblesse suédoise le trahit (1788-1790).
- 3 juillet : Acte de garantie mutuelle des sept Provinces-Unies confirmant le stathoudérat[28].
- 5 juillet - 8 août, France : décision de convoquer les États généraux prise par Loménie de Brienne[29].

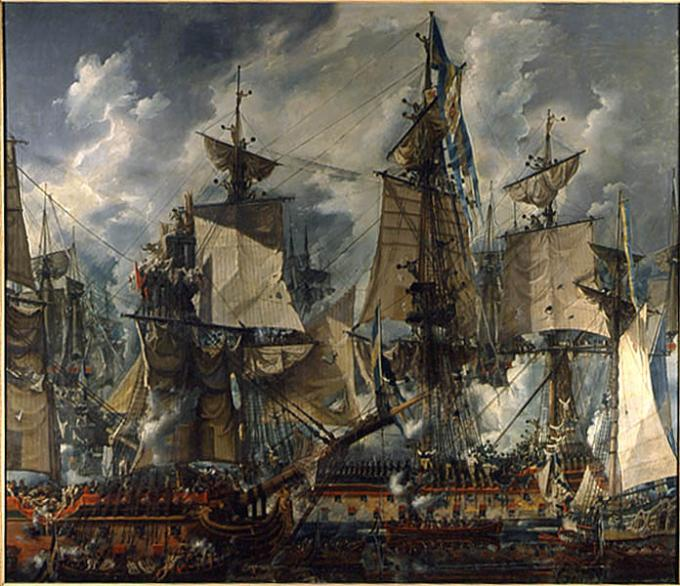
17 juillet : bataille de Hogland

- 17 juillet : bataille de Hogland (en). Le frère du roi de Suède, Charles, à la tête d’une puissante flotte, vainc les Russes dans le golfe de Finlande : la flotte suédoise tente de prendre Saint-Pétersbourg. Elle réussit à disperser la flotte russe mais ne peut investir la ville. En Finlande, l’armée suédoise piétine. Un complot d’officiers, encouragés par Catherine II de Russie, tente d’arracher la création d’une nation finlandaise séparée de la Suède[27].
- 21 juillet : réunion des états généraux du Dauphiné[30].

- 7 août : l'armée turque passe le Danube près d'Orșova traverse la Valachie et envahit le Banat de Temesvar ; les Autrichiens se retirent sur Karánsebes[22].
- 13 août : traité de Berlin entre la Prusse et les Provinces-Unies[28].
- 25 août : rappel du ministre Necker par le roi de France[31].
- 26 août : les Autrichiens du feld-maréchal Laudon prennent Dubica après six mois de siège[18].
- 28 août : le général autrichien Wartensleben est battu par les Turcs à Mehadia[18].

- 23 septembre : le Danemark envahit la Suède[27].
- 17 septembre : bataille de Karánsebes dans le Banat, où l'armée autrichienne, désorganisée, se combat elle-même[32].
- 19 septembre : prise de Choczim par les troupes autrichiennes du prince de Cobourg ; en l'apprenant, les Ottomans abandonnent leur position de Karánsebes et se retirent du Banat fin octobre[18].

- 3 octobre, Serbie : Laudon prend Novi Pazar[18].
- 6 octobre : en Pologne, début de la Grande Diète ou Diète de quatre ans (fin le 29 mai 1792)[33]. Un parti patriote se dégage parmi les nobles, hostile à la tsarine, au roi et au Conseil permanent. Un programme d’unité nationale est élaboré. Les magnats les plus importants (Ignacy Potocki, Adam Czartoryski, Malakowski) y adhèrent ainsi qu’une partie de la bourgeoisie.

- 14 décembre : début du règne de Charles IV d'Espagne (fin en 1808). Le ministre Floridablanca est maintenu aux affaires[34].
- 16 décembre : la chambre des communes déclare George III du Royaume-Uni incapable de gouverner[35]. Le roi a subi sa première attaque de maladie mentale durant l'été. À partir de novembre, il est incapable de gouverner. Il est complètement rétabli le 10 mars 1789.
- 17 décembre (6 décembre du calendrier julien) : prise d'Otchakov sur les Turcs par les troupes russes de Souvorov et de Potemkine après six mois de siège[18].
- 27 décembre, France : arrêt du conseil ordonnant le doublement des députés du tiers état aux états généraux.

## Naissances en 1788
- 22 janvier : Lord Byron, poète britannique († 19 avril 1824).
- 27 janvier : August Édouart, peintre français († 1861).

- 10 février : Johann Peter Pixis, pianiste et compositeur allemand († 22 décembre 1874).
- 22 février : Arthur Schopenhauer, philosophe allemand († 21 septembre 1860).
- 25 février : Mateo Ferrer, compositeur espagnol († 4 janvier 1864).

- 15 mars : Joachim Friedrich Krüger, homme politique allemand († 6 octobre 1848).
- 18 mars : Mary Roberts, femme de lettres anglaise († 13 janvier 1864).

- 5 avril : Franz Pforr, peintre allemand († 16 juin 1812).
- 13 avril : Joseph Mattau, chanteur, musicien et danseur belge († 5 août 1867).
- 18 avril :
  - Michele Bisi, graveur et peintre italien († 26 décembre 1874).
  - Charles de Steuben, peintre français († 21 novembre 1856).
- 20 avril : Spirídon Trikoúpis, homme d’État et historien grec († 24 février 1873).
- 23 avril : Wilhelm Herbig, peintre allemand († 5 juillet 1861).

- 10 mai : Augustin Fresnel, physicien français († 14 juillet 1827).
- 27 mai : Louis-Yves Queverdo, graveur français († vers 1860).
- 30 mai : Nicolas Gelders, homme politique belge († 24 juillet 1832).

- 1er juin : Johann Heinrich Achterfeld, théologien allemand († 11 mai 1877).
- 7 juin : Paolo Toschi, graveur, peintre et architecte italien († 30 juillet 1854).
- 18 juin : Ernesta Legnani, graveuse et peintre italienne († 13 novembre 1859).
- 24 juin : Albert Prisse, militaire, ingénieur, diplomate et homme d’État belge († 22 novembre 1856).

- 5 juillet : Caspar Ett, organiste et compositeur allemand († 16 mai 1847).
- 25 juillet : Jacques Marie Anatole Le Clerc de Juigné, militaire et parlementaire français († 1er avril 1845).
- 28 juillet : Giuseppe Canella, peintre italien († 11 septembre 1847).

- 2 août : Leopold Gmelin, chimiste allemand († 13 avril 1853).
- 3 août : Théodore Teichmann, homme politique belge († 4 juin 1867).
- 8 août : Antoinette Béfort, artiste peintre française († après 1840)
- 9 août : Adoniram Judson, homme américain Congrégationaliste et par la suite missionnaire Baptiste († 12 avril 1850).
- 26 août : Aloys Schmitt, professeur de musique et pianiste allemand († 26 juillet 1866).

- 1er septembre : Tomás Guido, militaire, diplomate et homme politique espagnol puis argentin († 14 septembre 1866).
- 2 septembre : « Leoncillo » (Juan León y López), matador espagnol († 5 octobre 1854).
- 23 septembre : Bento Gonçalves da Silva, militaire, homme politique et patriote brésilien († 18 juillet 1847).

- 11 octobre : Simon Sechter, théoricien de la musique, professeur, organiste, chef d'orchestre et compositeur autrichien († 10 septembre 1867).
- 20 octobre : Philip Knapton, organiste et compositeur de musique classique anglais († 20 juin 1833).
- 27 octobre : Séraphin Bouc, agriculteur et homme politique canadien († 29 juillet 1837).

- 8 novembre :
  - Abel Dufresne, magistrat, peintre et homme de lettres français († 1862).
  - Clemens von Zimmermann, peintre allemand († 25 janvier 1869).
- 18 novembre : Constant-Louis-Félix Smith, peintre français († 10 septembre 1873).
- 29 novembre : Abigail Goodrich Whittelsey, éducatrice américaine († 16 juillet 1858).

- 3 décembre : Louis Nicolas Lemasle, peintre français († 14 octobre 1876).
- 6 décembre : Carl Wilhelm von Heideck, militaire, philhellène et peintre bavarois († 21 février 1861).
- 18 décembre : Camille Pleyel, musicien français, directeur de la compagnie musicale Pleyel, fondateur de la première salle Pleyel († 4 mai 1855).
- 28 décembre : Simon Jacques Rochard, peintre français († 10 juin 1872).
- 30 décembre : George Nugent Grenville, homme politique irlandais  († 26 novembre 1850).
- 31 décembre : Alphonse de Cailleux, peintre, conservateur et administrateur français des musées royaux († 24 mai 1876).

- Date précise inconnue :
  - Guillaume Bouteiller, compositeur français († ?).
  - Theodor Lachner, organiste et compositeur allemand († 23 mai 1877).
  - Nicolae Polcovnicul, peintre roumain († 1842).
  - Domingo Sosa, militaire espagnol puis argentin noir († mai 1866).

## Décès en 1788

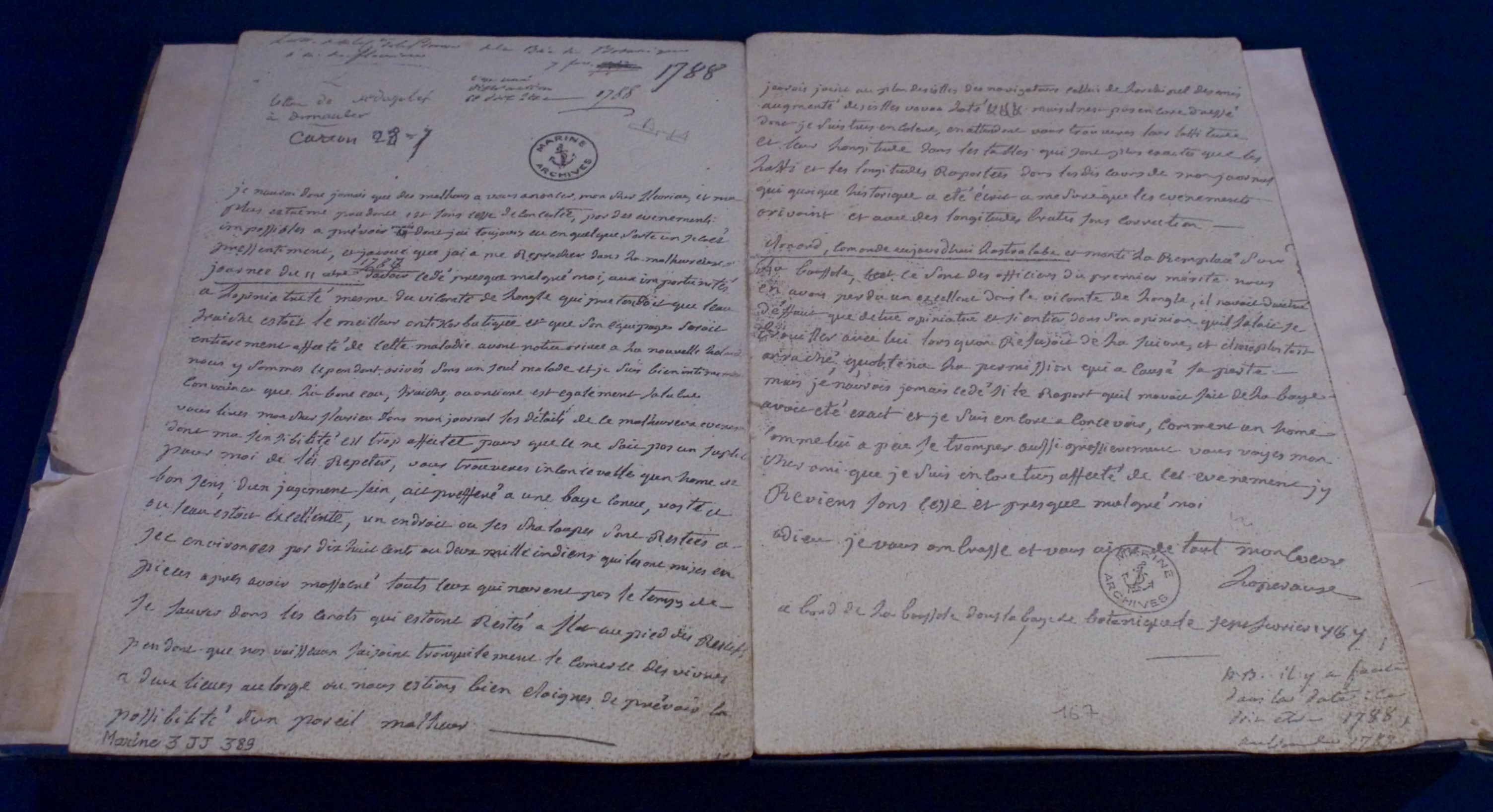
Dernière lettre de Jean-François de La Pérouse

- 12 janvier : Gaetano Latilla, compositeur et musicien italien (° 12 janvier 1711).
- 21 janvier : Paul d'Albert de Luynes, cardinal français, archevêque de Sens (° 5 janvier 1703).

- 17 février : Maurice Quentin de La Tour, peintre français (° 5 septembre 1704).
- 28 février : Thomas Cushing, avocat et homme politique américain (° 24 mars 1725).
- 29 février : Pasquale Acquaviva d’Aragona, cardinal italien (° 3 novembre 1718).

- 2 mars : Salomon Gessner, poète suisse d’expression allemande (° 1er avril 1730).
- Après le 10 mars : Jean-François de La Pérouse, navigateur français[2]. (° 23 août 1741).

- 1er avril : Antonio González Ruiz, peintre espagnol (° 21 juillet 1711).
- 16 avril : Buffon, naturaliste, mathématicien, biologiste, cosmologiste et écrivain français (° 7 septembre 1707).

- 8 mai : Giovanni Antonio Scopoli, entomologiste italien d'origine autrichienne (° 13 juin 1723).

- 21 juin : Johann Georg Hamann, écrivain allemand (Königsberg, (° 27 août 1730).

- 2 août : Thomas Gainsborough, peintre britannique (° 14 mai 1727).

- 8 novembre : Johann Karl Zeune, philologue allemand (° 29 octobre 1736).

- 6 décembre : Nicole-Reine Lepaute, astronome et mathématicienne française (° 5 janvier 1723).
- 8 décembre : le bailli de Suffren, des suites d'un duel (° 17 juillet 1729).
- 14 décembre :
  - Charles III d'Espagne, roi d'Espagne (° 20 janvier 1716).
  - Carl Philipp Emanuel Bach, compositeur allemand (° 8 mars 1714).
- 30 décembre : Francesco Zuccarelli, peintre et graveur italien (° 15 août 1702).

- Date précise inconnue :
  - Anna Bacherini Piattoli, peintre italienne (° 1720).
  - Carlo Bonavia, peintre italien (° ?).